# A-Town Down Under
A-Town Down Under fue tag team heel de lucha libre profesional formado por Austin Theory y Grayson Waller. El equipo compitió en WWE para las marcas SmackDown y Raw.

## Historia

### Formación y alianza con Logan Paul (2023–2024)
En el episodio del 22 de septiembre de 2023 de SmackDown, Theory y Waller se unieron para derrotar a The Brawling Brutes (Butch & Ridge Holland) en un combate. En el episodio del 13 de octubre de SmackDown, desafiaron a Cody Rhodes y Jey Uso por el Campeonato Indiscutible en Parejas de la WWE en un esfuerzo perdido. En el episodio del 10 de noviembre de SmackDown, Waller y Theory provocaron verbalmente a Kevin Owens, a lo que éste respondió atacándolos a ambos y ser suspendido (kayfabe) por WWE. En el episodio del 15 de diciembre de SmackDown, tanto Waller como Theory perdieron en las primeras rondas del Torneo de Contendientes #1 del Campeonato de los Estados Unidos ante Carmelo Hayes y Owens respectivamente.
En el episodio del 12 de enero de 2024 de SmackDown, Theory se enfrentó a Hayes, pero su combate terminó sin ganador después de que ambos aterrizaron de cabeza desde la cuerda superior. WWE anunció más tarde que solo sufrieron contusiones en la cara y Theory procedió a derrotar a Hayes en su revancha en el episodio del 26 de enero de SmackDown después de la interferencia de Waller. En Royal Rumble el 27 de enero, ayudaron a Logan Paul a retener el Campeonato de los Estados Unidos contra Owens después de darle nudillos de bronce. Más tarde esa noche, participaron en el Royal Rumble masculino, pero Waller fue eliminado por Hayes y Theory lo fue por el eventual ganador, Cody Rhodes.

### Campeones en Parejas de SmackDown (2024)
El 24 de febrero en Elimination Chamber llevado a cabo en Australia, país natal de Waller, fueron coanfitriones de The Grayson Waller Effect con Rhodes y el campeón mundial de peso pesado Seth Rollins. Después de imitar a The Rock, Rhodes y Rollins atacaron a Theory mientras que Waller no se involucró, provocando la disolución de A-Town Down Under. Sin embargo, Theory y Waller entraron a un torneo por equipos, derrotando a The OC (Karl Anderson & Luke Gallows) en el episodio del 22 de marzo de SmackDown y a The Street Profits (Angelo Dawkins & Montez Ford) en la final una semana después para clasificarse para la lucha de escaleras de seis equipos por el Campeonato Indiscutible en Parejas de la WWE en WrestleMania XL. En la Noche 1 de WrestleMania, Waller descolgó el Campeonato en Parejas de SmackDown desde lo alto de la escalera para convertirse en los nuevos campeones, aunque no lograron ganar el Campeonato en Parejas de Raw ya que lo ganó The Awesome Truth (The Miz & R-Truth), lo que significaba la desunificación de ambos pares de cinturones.

## Campeonatos y logros
- WWE
  - SmackDown Tag Team Championship (1 vez)